# Castiarina octosignata
Castiarina octosignata es una especie de escarabajo del género Castiarina, familia Buprestidae. Fue descrita científicamente por Carter en 1919.